# Trevo (construção)

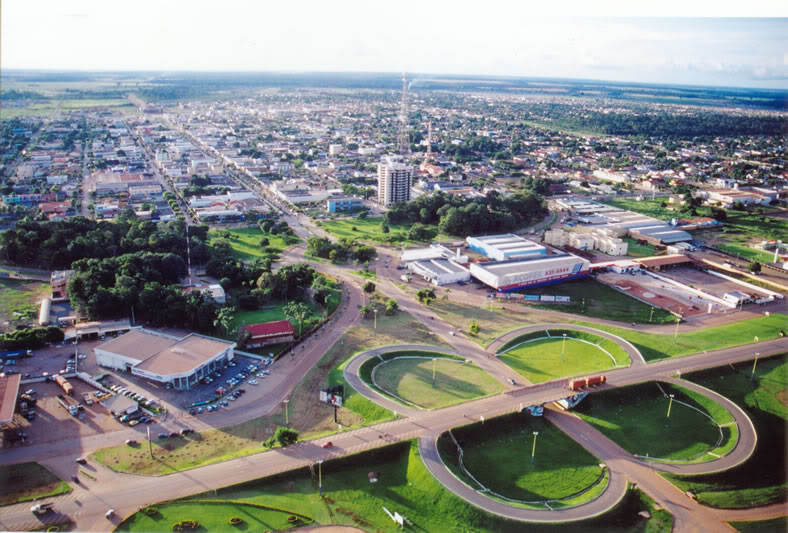
Trevo completo em Sinop, no Mato Grosso.

Uma interseção rodoviária é o encontro de duas ou mais vias em um mesmo ponto, podendo ou não haver passagem de tráfego destas diferentes vias em um mesmo nível.

## Trevo rodoviário

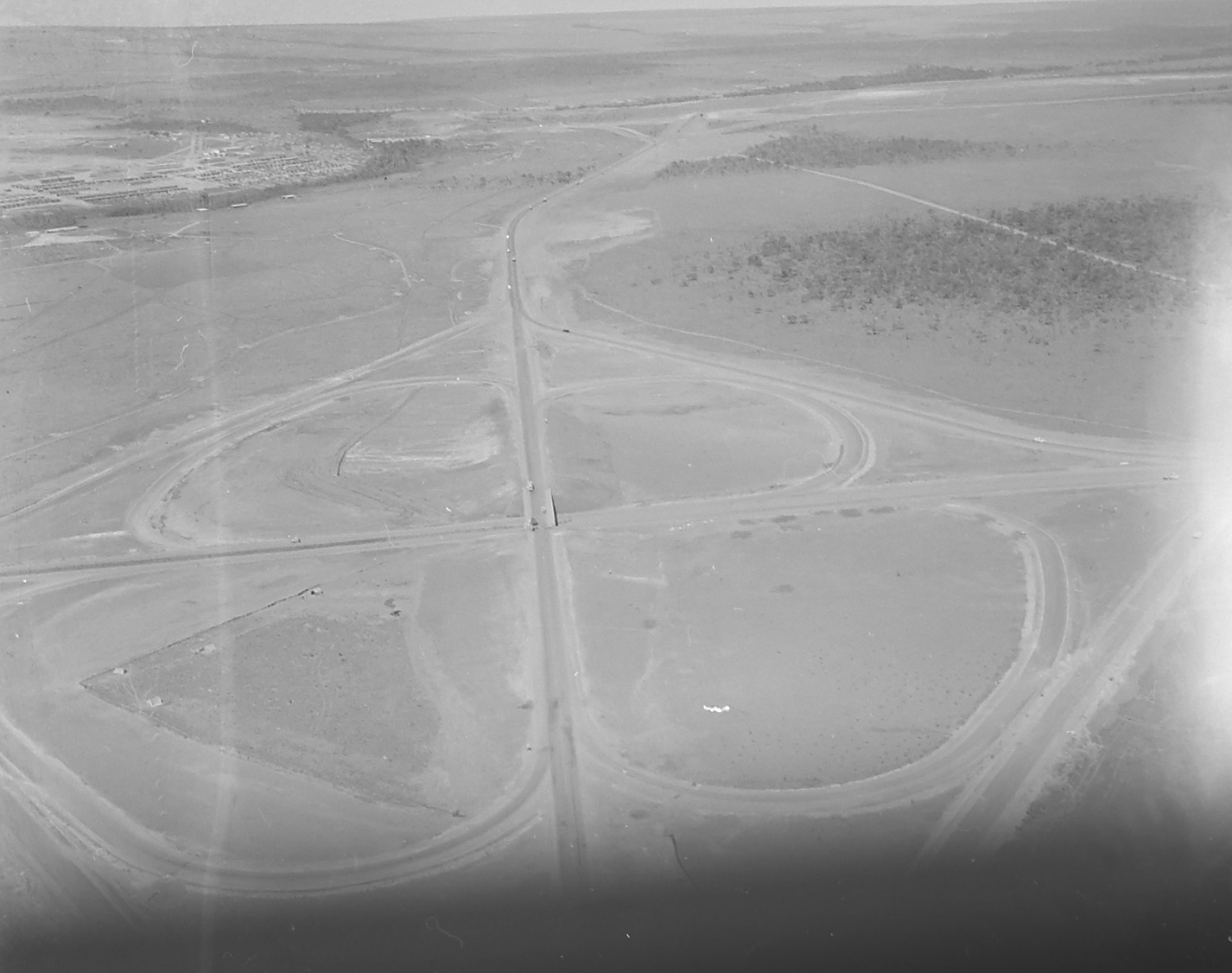
Imagem que ilustra um trevo rodoviário em Brasília.

O trevo rodoviário ou simplesmente trevo é uma interseção em desnível (forma-se um viaduto) com conversões à esquerda formadas por loops (lacetes) partindo do lado direito das vias. Ao observar um trevo por cima, a visualização em planta baixa lembra o vegetal trevo de quatro folhas (vide a imagem deste artigo ou, em outro exemplo brasileiro, O Trevo do Jaraguá).
No Brasil generalizou-se o recurso ao termo "trevo" como sendo sinônimo de interseção (por oposição, em Portugal recorre-se à designação "nó"). Tal prática metonímica pode induzir em erro, não sendo um descritivo adequado a toda uma gama de interseções com características diferentes em planta. 

## Tipos
Outras soluções são possíveis em interseções, dentre as quais se pode citar: gota, canalizada, direcional, diamante, rotatória e mínima. Cada uma destas soluções possui forma geométrica e fluxos de tráfego bem definidos.

### Interseções com quatro saídas
- Interseção do tipo trevo
- Interseção do tipo direcional
- Interseção do tipo turbilhão
- Interseção do tipo moinho
- Interseção com rotatória

### Interseções com três saídas
- Interseção do tipo meio trevo
- Interseção em Y
- Interseção em T semidirecional
- Interseção de três saídas com rotatória

### Interseções de serviço
- Interseção do tipo diamante
- Interseção do tipo trevo parcial
- Interseção de ponto único

## Definição
Partindo da solução mínima, semaforizada, rotatória e outras, até chegarmos às soluções em desnível, há critérios de tráfego e de custo. As soluções em desnível permitem reduzir entrecruzamentos de tráfego e aumentar o volume médio diário atendido, mas possuem custo de construção muito mais elevado do que soluções menores. É preciso avaliar o tráfego atual e projetado para o futuro a fim de definir as soluções em novas rodovias ou alterações em interseções existentes e que tenham nível de serviço baixo.